# Ølsby Sogn
Ølsby Sogn (på tysk Kirchspiel Uelsby) er et sogn i det sydlige Angel i Sydslesvig, tidligere i Strukstrup Herred (Gottorp Amt), nu i kommunerne Ølsby og Strukstrup (delvis) i Slesvig-Flensborg Kreds i delstaten Slesvig-Holsten.
I Ølsby Sogn findes flg. stednavne:
- en mindre del af Holmølle (Hollmühle) med gården Stade, resten under Strukstrup Sogn
- Kvastrup (Quastrup)
- Ølsby (Uelsby)
- Ølsbyskov (Uelsbyholz)